# 李聖宰
李聖宰（イ・ソンジェ、이성재、り せいさい、1977年9月19日 - ）は、韓国の囲碁棋士。ソウル市出身、韓国棋院所属、九段。大王戦、覇王戦挑戦者、三星火災杯世界オープン戦ベスト8など。趙治勲は叔父、崔珪昞は従兄。

## 経歴
1992年入段。1996年四段で大王戦挑戦者となり、李昌鎬に0-3で敗退。同年、LG杯世界棋王戦、ロッテ杯中韓囲碁対抗戦に韓国代表として出場。1998年にSKガス杯新鋭プロ十傑戦優勝。覇王戦で、1998年(33期)、2000年(34期)と曺薫鉉に連続挑戦。2001年に兵役。2006年八段。2007年王位戦ベスト4。2009年九段。2010年BCカード杯世界囲碁選手権出場。
韓国囲碁リーグでは、2007-08年出場。韓国囲碁棋士ランキングでは2007年26位。

### タイトル歴
- SKガス杯新鋭プロ十傑戦 1998年（1-0 睦鎮碩）

### その他の棋歴
国際棋戦
- 三星火災杯世界オープン戦 ベスト8 1997年（○芮廼偉、○羅洗河、×小林覚）、1998年（○張秀英、○兪斌、×柳時熏）
- 東洋証券杯世界選手権戦 ベスト8 1998年（○加藤正夫、○馬暁春、×柳時熏）
- 世界囲碁選手権富士通杯 ベスト8 1999年（○タラヌ・カタリン、○常昊、×小林覚）
- ロッテ杯中韓囲碁対抗戦 1996年 1-1（○曹大元、×常昊）

国内棋戦
- 大王戦 挑戦者 1996年（0-3 李昌鎬）
- 覇王戦 挑戦者 1998年（2-3 曺薫鉉）、2000年（1-2 曺薫鉉）
- 韓国囲碁リーグ
  - 2007年（大房ノーブルランド）2-7
  - 2008年（Kixx）1-6